# Apache Lucene
Apache Lucene is een opensource-, tekstgebaseerde information-retrieval-API van origine geschreven in Java door Doug Cutting. Het wordt ondersteund door de Apache Software Foundation en is vrijgegeven onder de Apache Software Licentie. Lucene is ook beschikbaar in andere programmeertalen zoals Perl, C#, C++, Python, Ruby en PHP.
Het is geschikt voor alle toepassingen die volledige tekstindexering en zoekfunctionaliteiten vereisen, het wordt veel gebruikt in internet zoekmachines en het lokale single-site zoeken. Een veelvoorkomend misverstand is dat Lucene zelf een zoekmachine is met ingebouwde Spider- en HTML-parsingfuncties. Echter deze functies moeten apart worden toegevoegd aan de applicatie. Naast HTML-, pdf- en Microsoft Word-documenten kunnen ook vele andere soorten worden geïndexeerd.
Lucene wordt gebruikt door verschillende software en webapplicaties. Onder andere maakt de MediaWiki-software, waaronder ook Wikipedia draait, gebruik van Lucene voor het doorzoeken van teksten. Een uitgebreide lijst van software en webapplicaties die gebruikmaken van Lucene is te vinden op PoweredBy.

## Ports
Lucene is reeds omgezet naar verschillende andere programmeertalen dan Java:
- C - Lucene4c (gestopt)
- C++ - CLucene
- Object Pascal - MUTIS
- .NET - Lucene.Net en NLucene
- Perl - Plucene
- Ruby - Ferret en RubyLucene
- PHP - Zend Framework (Search)
- Common Lisp - Montezuma